# Campeonato Mundial de Futebol de Salão de 2015
O Campeonato Mundial de Futebol de Salão de 2015 foi a décima primeira edição do Campeonato Mundial de Futebol de Salão (FIFUSA/AMF). Tendo como país sede a Bielorrússia. Os jogos foram realizados nas cidades de Minsk, Brest e Pinsk no período de 16 a 27 de abril de 2015.

## Fase de grupos

### Grupo A

#### Minsk
| Clubes       | Pts | J | V | E | D | GP | GS | SG  |
| ------------ | --- | - | - | - | - | -- | -- | --- |
| Uruguai      | 9   | 3 | 3 | 0 | 0 | 12 | 5  | 7   |
| Bielorrússia | 6   | 3 | 2 | 0 | 1 | 6  | 5  | 1   |
| Brasil       | 3   | 3 | 1 | 0 | 2 | 7  | 5  | 2   |
| Austrália    | 0   | 3 | 0 | 0 | 3 | 4  | 14 | -10 |

| 17 de abril de 2015. | Bielorrússia                         | 2 - 1 | Brasil                     | Minsk-Arena - Minsk |
| 18:30 h.             | Tesliuk 31' (2ºT) · Seliuk 33' (2ºT) |       | Che Rafael Duran 31' (1ºT) | Público: 16 000     |

Bielorrússia: 10.Borisiuk Dmitri, 9.Golovach Aleksandr, 12.Kóval Aleksandr, 1.Kudi Dmitri, 19.Nalivaiko Alekséi , 8.Seliuk Vladislav, 3.Shchérbich Ígor, 7.Tesliuk Dmitri, 2.Tiurin Konstantín, 16.Volosiuk Román, 17.Yakubov Artiom e 11.Zhárikov Vasili. Técnico: 
Brasil: 1.Gilmar Fabiano, 6.Luiz Silva, 8.Gustavo Camargo, 5.Julio Cesar Feitosa , 10.Flavio Souza , 7.Che Rafael Duran, 4.Fernando Gutierre, 11.Leonardo Rocha, 12.Pietro Rove, 3.Eduardo Santos, 9.Carlos Souza e 2.Alexandre Toledo. Técnico: Daniel Castilho. 
| 18 de abril de 2015. | Uruguai | 7 - 2 | Austrália                         | Palace of sport - Minsk |
| 17:00 h.             | Sebastian 5' (1ºT) · Fabian 12' (1ºT) · Sebastian 13' (1ºT) · Sebastian 17' (1ºT) · Fabian 21' (2ºT) · Sebastian 22' (2ºT) · Leonardo 33' (2ºT) |       | Lynch 13' (1ºT) · Hoole 21' (2ºT) |                         |

Uruguai: 12.Adrian Diego, 11.Emanuel Rodrigo, 2.Esteban , 4.Fabian Mauricio, 10.Fabian Elio, 1.Fabricio Augusto , 6.Gonzalo , 8.Leonardo, 7.Mario Carlos, 9.Misael Pedro, 5.Sebastian Angel e 3.Sebastian Marcio. Técnico: 
Austrália: 21.Brennan James, 20.Canli Hakan,1.Curmi Richard, 3.Harihiru Emmanuel, 9.Hoole Matthew, 4.Judge Martin, 10.Louang-Amath Nelson, 15.Lynch Grant, 11.Matar Mahamad, 7.Pace Patrick , 8.Yeates Joshua  e 16.Villena Joaquin. Técnico: 
| 19 de abril de 2015 | Brasil | 5 - 1 | Austrália               | Ice palace - Molodechno |
| 16:00 h.            | Gustavo Camargo 8' (1ºT) · Leonardo Rocha 27' (2ºT) · Julio Cesar Feitosa 36' (2ºT) · Julio Cesar Feitosa 39' (2ºT) · Che Rafael Duran 39' (2ºT) |       | Hoole Matthew 26' (2ºT) |                         |

Brasil: 1.Gilmar Fabiano, 6.Luiz Silva, 8.Gustavo Camargo, 5.Julio Cesar Feitosa, 10.Flavio Souza, 7.Che Rafael Duran, 4.Fernando Gutierre, 11.Leonardo Rocha, 12.Pietro Rove, 3.Eduardo Santos, 9.Carlos Souza e 2.Alexandre Toledo. Técnico: Daniel Castilho. 
Austrália: 21.Brennan James, 20.Canli Hakan, 1.Curmi Richard, 3.Harihiru Emmanuel, 9.Hoole Matthew, 4.Judge Martin, 10.Louang-Amath Nelson, 15.Lynch Grant, 11.Matar Mahamad, 7.Pace Patrick, 8.Yeates Joshua e 16.Villena Joaquin Técnico: 
| 19 de abril de 2015. | Bielorrússia                         | 2 - 3 | Uruguai                                                     | Palace of sport - Minsk |
| 17:00 h.             | Seliuk 25' (2ºT) · Yakubov 40' (2ºT) |       | Sebastian 7' (1ºT) · Fabian 17' (1ºT) · Sebastian 37' (2ºT) |                         |

Bielorrússia: 10.Borisiuk Dmitri, 9.Golovach Aleksandr, 12.Kóval Aleksandr, 1.Kudi Dmitri, 19.Nalivaiko Alekséi, 8.Seliuk Vladislav, 3.Shchérbich Ígor, 7.Tesliuk Dmitri, 2.Tiurin Konstantín, 16.Volosiuk Román, 17.Yakubov Artiom e 11.Zhárikov Vasili . Técnico: 
Uruguai: 12.Adrian Diego, 11.Emanuel Rodrigo, 2.Esteban , 4.Fabian Mauricio, 10.Fabian Elio, 1.Fabricio Augusto, 6.Gonzalo , 8.Leonardo , 7.Mario Carlos, 9.Misael Pedro, 5.Sebastian Angel e 3.Sebastian Marcio. Técnico: 
| 20 de abril de 2015. | Uruguai                                 | 2 - 1 | Brasil                     | Palace of sport - Minsk |
| 18:00 h.             | Esteban 17' (1ºT) · Sebastian 20' (1ºT) |       | Che Rafael Duran 18' (1ºT) |                         |

Uruguai: 12.Adrian Diego, 11.Emanuel Rodrigo, 2.Esteban , 4.Fabian Mauricio, 10.Fabian Elio, 1.Fabricio Augusto, 6.Gonzalo , 8.Leonardo, 7.Mario Carlos, 9.Misael Pedro, 5.Sebastian Angel e 3.Sebastian Marcio. Técnico: 
Brasil: 1.Gilmar Fabiano, 6.Luiz Silva, 8.Gustavo Camargo, 5.Julio Cesar Feitosa, 10.Flavio Souza, 7.Che Rafael Duran, 4.Fernando Gutierre, 11.Leonardo Rocha, 12.Pietro Rove, 3.Eduardo Santos, 9.Carlos Souza e 2.Alexandre Toledo. Técnico: Daniel Castilho. 
| 20 de abril de 2015. | Bielorrússia                            | 2 - 1 | Austrália       | Palace of sport - Minsk |
| 20:00 h.             | Yakubov 27' (2ºT) · Nalivaiko 34' (2ºT) |       | Lynch 35' (2ºT) |                         |

Bielorrússia: 10.Borisiuk Dmitri, 9.Golovach Aleksandr, 12.Kóval Aleksandr , 1.Kudi Dmitri, 19.Nalivaiko Alekséi, 8.Seliuk Vladislav, 3.Shchérbich Ígor , 7.Tesliuk Dmitri, 2.Tiurin Konstantín, 16.Volosiuk Román, 17.Yakubov Artiom e 11.Zhárikov Vasili. Técnico: 
Austrália: 21.Brennan James, 20.Canli Hakan,1.Curmi Richard, 3.Harihiru Emmanuel, 9.Hoole Matthew, 4.Judge Martin, 10.Louang-Amath Nelson, 15.Lynch Grant, 11.Matar Mahamad, 7.Pace Patrick  , 8.Yeates Joshua  e 16.Villena Joaquin. Técnico:

### Grupo B

#### Minsk
| Clubes   | Pts | J | V | E | D | GP | GS | SG |
| -------- | --- | - | - | - | - | -- | -- | -- |
| Paraguai | 6   | 3 | 2 | 0 | 1 | 15 | 8  | 7  |
| Bélgica  | 4   | 3 | 1 | 1 | 1 | 14 | 12 | 2  |
| Marrocos | 4   | 3 | 1 | 1 | 1 | 15 | 16 | -1 |
| Noruega  | 3   | 3 | 1 | 0 | 2 | 12 | 20 | -8 |

| 18 de abril de 2015. | Bélgica                                                                            | 4 - 4 | Marrocos                                                                   | Ice palace - Molodechno |
| 16:00 h.             | El Merboh 19' (1ºT) · El Merboh 24' (2ºT) · Channouf 24' (2ºT) · Dillien 24' (2ºT) |       | Qoli 11' (1ºT) · Abdesbamade 21' (2ºT) · Laaraj 28' (2ºT) · Qoli 36' (2ºT) |                         |

Bélgica: 3.Channouf Hicham, 8.Dahbi Samir , 14.De Brandt Angelo , 7.Dillien Steven Valentin G., 2.El Marnissi Mohamed, 11.El Merboh Bilal, 9.Lemaire Antoine Ghislain, 1.Maes Birger, 20.Sergeant Kenny, 6.Tigra Soufiane, 5.Vanderveck Domien e 17.Vandervost Bertrand.Técnico:
Marrocos: 8.Abdellati Driss, 4.Abdesbamade El Hafid, 9.Ajouaou Ahmed, 5.Amin Bilal, 10.El Faroussi Smail , 2.El Hammouchi Ahmed, 12.Idrissi Moustafa, 15.Laaraj Yassine, 11.Qoli Yassine, 1.Tsabounti Yassine  e 6.Zrioul Karim . Técnico: 
| 18 de abril de 2015. | Paraguai | 6 - 1 | Noruega            | Palace of sport - Minsk |
| 19:00 h.             | Herrera 16' (1ºT) Pênalti · Espenoza 19' (1ºT) · Saffe 25' (2ºT) · Salinas 27' (2ºT) · Cacereg 28' (2ºT) · Saffe 30' (2ºT) |       | Bjelland 10' (1ºT) |                         |

Paraguai: 14.Boez Arnaldo , 6.Cacereg Oscar, 2.Espenoza Jorge, 1.Garcete Cristian , 10.Gimenez Pene, 9.Herrera Dario, 15.Martinett Richard, 5.Nunez Cesar, 12.Peglodo Derliz, 11.Saffe Nicolas, 7.Salinas Ever e 3.Santacruz Edgar. Técnico: 
Noruega: 1.Johansen Erlend , 12.Valland Geir, 13.Bjelland Jørgen , 10.Djedje Thierry, 9.Ersland Christian, 8.Lyngbø Thomas, 7.Nicolaisen Tommy, 6.Våge Børge, 11.Aano Alf, 14.Blomberg Auob, 2.Hoiland Mattias e 20.Hustveit Jone.Técnico: 
| 19 de abril de 2015. | Noruega | 9 - 7 | Marrocos | Phisical center - Borisov |
| 16:00 h.             |         |       |          |                           |

Noruega: 1.Johansen Erlend, 12.Valland Geir, 13.Bjelland Jørgen, 10.Djedje Thierry, 9.Ersland Christian, 8.Lyngbø Thomas, 7.Nicolaisen Tommy, 6.Våge Børge, 11.Aano Alf, 14.Blomberg Auob, 2.Hoiland Mattias e 20.Hustveit Jone.Técnico: 
Marrocos: 8.Abdellati Driss, 4.Abdesbamade El Hafid, 9.Ajouaou Ahmed, 5.Amin Bilal, 10.El Faroussi Smail, 2.El Hammouchi Ahmed, 12.Idrissi Moustafa, 15.Laaraj Yassine, 11.Qoli Yassine, 1.Tsabounti Yassine e 6.Zrioul Karim. Técnico: 
| 19 de abril de 2015. | Paraguai | 6 - 3 | Bélgica                                                    | Palace of sport - Minsk |
| 19:00 h.             | Cacereg 10' (1ºT) · Herrera 14' (1ºT) · Espenoza 18' (1ºT) · Saffe 27' (2ºT) · Herrera 38' (2ºT) · Herrera 40' (2ºT) |       | Dillien 17' (1ºT) · Tigra 26' (2ºT) · Vanderveck 34' (2ºT) |                         |

Paraguai: 14.Boez Arnaldo, 6.Cacereg Oscar, 2.Espenoza Jorge, 1.Garcete Cristian, 10.Gimenez Pene, 9.Herrera Dario, 15.Martinett Richard, 5.Nunez Cesar, 12.Peglodo Derliz, 11.Saffe Nicolas, 7.Salinas Ever e 3.Santacruz Edgar. Técnico: 
Bélgica: 3.Channouf Hicham, 8.Dahbi Samir, 14.De Brandt Angelo, 7.Dillien Steven Valentin G.,2.El Marnissi Mohamed, 11.El Merboh Bilal, 9.Lemaire Antoine Ghislain, 1.Maes Birger, 20.Sergeant Kenny, 6.Tigra Soufiane, 5.Vanderveck Domien e 17.Vandervost Bertrand.Técnico: 
| 21 de abril de 2015. | Bélgica | 7 - 2 | Noruega                             | Palace of sport - Minsk |
| 18:00 h.             | Channouf 2' (1ºT) · Dillien 5' (1ºT) · Channouf 9' (1ºT) · Dillien 18' (1ºT) · Channouf 19' (1ºT) · Dillien 30' (2ºT) · Lemaire 36' (2ºT) |       | Lyngbø 23' (2ºT) · Djedje 27' (2ºT) |                         |

Bélgica: 3.Channouf Hicham, 8.Dahbi Samir, 14.De Brandt Angelo, 7.Dillien Steven Valentin G.,2.El Marnissi Mohamed, 11.El Merboh Bilal, 9.Lemaire Antoine Ghislain, 1.Maes Birger, 20.Sergeant Kenny, 6.Tigra Soufiane, 5.Vanderveck Domien e 17.Vandervost Bertrand.Técnico: 
Noruega: 1.Johansen Erlend, 12.Valland Geir, 13.Bjelland Jørgen, 10.Djedje Thierry, 9.Ersland Christian, 8.Lyngbø Thomas, 7.Nicolaisen Tommy, 6.Våge Børge, 11.Aano Alf, 14.Blomberg Auob, 2.Hoiland Mattias e 20.Hustveit Jone.Técnico: 
| 21 de abril de 2015. | Paraguai                                                  | 3 - 4 | Marrocos                                                                   | Palace of sport - Minsk |
| 20:00 h.             | Salinas 3' (1ºT) · Herrera 30' (2ºT) · Espenoza 34' (2ºT) |       | Laaraj 15' (1ºT) · Abdessamade 18' (1ºT) · Qoli 28' (2ºT) · Amin 32' (2ºT) |                         |

Paraguai: 14.Boez Arnaldo, 6.Cacereg Oscar, 2.Espenoza Jorge, 1.Garcete Cristian, 10.Gimenez Pene, 9.Herrera Dario, 15.Martinett Richard, 5.Nunez Cesar, 12.Peglodo Derliz, 11.Saffe Nicolas, 7.Salinas Ever e 3.Santacruz Edgar. Técnico: 
Marrocos: 8.Abdellati Driss, 4.Abdesbamade El Hafid, 9.Ajouaou Ahmed, 5.Amin Bilal, 10.El Faroussi Smail, 2.El Hammouchi Ahmed, 12.Idrissi Moustafa, 15.Laaraj Yassine, 11.Qoli Yassine, 1.Tsabounti Yassine e 6.Zrioul Karim. Técnico:

### Grupo C

#### Brest
| Clubes    | Pts | J | V | E | D | GP | GS | SG  |
| --------- | --- | - | - | - | - | -- | -- | --- |
| Colômbia  | 9   | 3 | 3 | 0 | 0 | 19 | 3  | 16  |
| Chéquia   | 4   | 3 | 1 | 1 | 1 | 4  | 6  | -2  |
| Venezuela | 3   | 3 | 1 | 0 | 2 | 9  | 8  | 1   |
| Curaçau   | 1   | 3 | 0 | 1 | 2 | 4  | 19 | -15 |

| 18 de abril de 2015. | Colômbia                                                                                    | 5 - 0 | Venezuela | Victoria sport hall - Brest |
| 16:00 h.             | Gomez 6' (1ºT) · Pinilla 13' (1ºT) · Celis 21' (2ºT) · Pinilla 23' (2ºT) · Cuervo 32' (2ºT) |       |           |                             |

Colômbia: 8. Abril Diego, 7. Alejandro Dimas, 5. Castillo Diego, 3. Celis Jhon, 11. Cuervo Jorge, 15. Echavarria Felipe, 12. Garcia Oscar, 10. Gomez Camilo, 13. Martinez Cristifer, 6. Murillo Andres, 9. Pinilla Jhon  e 1. Vasco Segifredo. Técnico:
Venezuela: 1. Gelviz Jhoan, 2. Villegas Deivis, 3. Colina Marco, 4. Garcia Roberto, 5. Mena Robert , 6. Mendez Carlos, 7. Moreno Humberto, 8. Peña Jose, 9. Ramos Roberto, 10. Sanchez Paolo, 11. Suarez Enderson  e 12. Teran Greydelvid. Técnico:
| 18 de abril de 2015. | Chéquia         | 1 - 1 | Curaçau           | Victoria sport hall - Brest                        |
| 18:00 h.             | Abrhám 7' (1ºT) |       | Koeiman 16' (1ºT) | Árbitro: Brasil Florêncio Conceição (CNFS) Noruega |

Republica Checa: 1.Hekera Aleš, 3.Havrda Ondřej, 5.Havel Josef, 6.Rott Miroslav, 7.Šnídl Petr  , 8.Ovčačík Jan, 9.Fichtner Tomáš , 10.Cieslar Josef, 11.Srkal Marek, 12.Abrhám Tomáš , 13.Sop Martin e 17.Slaný Ondřej.Técnico: 
Curaçao: 1.Bekman Yanick, 2.Bernardus Ashar , 3.Costina Gino , 4.Djaoen Harley, 5.Espacia Everon, 6.Hoyer Luigino, 7.Isenia Stallone, 9.Koeiman Rayson, 8.Koeiman Dannick, 10.Kort Kevi, 11.Matheus Samuel e 12.Paulleta Jean. Técnico: 
| 19 de abril de 2015. | Venezuela | 8 - 1 | Curaçau         | Victoria sport hall - Brest |
| 16:00 h.             | Moreno 3' (1ºT) · Mendez 5' (1ºT) · Colina 19' (1ºT) · Suarez 24' (2ºT) · Mena 27' (2ºT) · Sanchez 32' (2ºT) · Suarez 38' (2ºT) · Ramos 40' (2ºT) |       | Hoyer 31' (2ºT) |                             |

Venezuela: 1. Gelviz Jhoan, 2. Villegas Deivis, 3. Colina Marco, 4. Garcia Roberto, 5. Mena Robert , 6. Mendez Carlos, 7. Moreno Humberto, 8. Peña Jose, 9. Ramos Roberto, 10. Sanchez Paolo, 11. Suarez Enderson  e 12. Teran Greydelvid. Técnico:
Curaçao: 1.Bekman Yanick, 2.Bernardus Ashar, 3.Costina Gino, 4.Djaoen Harley , 5.Espacia Everon, 6.Hoyer Luigino, 7.Isenia Stallone, 9.Koeiman Rayson, 8.Koeiman Dannick, 10.Kort Kevi, 11.Matheus Samuel e 12.Paulleta Jean . Técnico: 
| 19 de abril de 2015. | Colômbia                                                                     | 4 - 1 | Chéquia       | Victoria sport hall - Brest                                         |
| 18:00 h.             | Cuervo 16' (1ºT) · Murillo 27' (2ºT) · Pinilla 31' (2ºT) · Murillo 32' (2ºT) |       | Sop 24' (2ºT) | Árbitro: Brasil Florêncio Conceição (CNFS) Argentina Javier Petrino |

Colômbia: 8. Abril Diego, 7. Alejandro Dimas , 5. Castillo Diego, 3. Celis Jhon, 11. Cuervo Jorge, 15. Echavarria Felipe, 12. Garcia Oscar, 10. Gomez Camilo, 13. Martinez Cristifer, 6. Murillo Andres, 9. Pinilla Jhon  e 1. Vasco Segifredo. Técnico:
Republica Checa: 1.Hekera Aleš, 3.Havrda Ondřej, 5.Havel Josef , 6.Rott Miroslav, 7.Šnídl Petr, 8.Ovčačík Jan, 9.Fichtner Tomáš, 10.Cieslar Josef, 11.Srkal Marek, 12.Abrhám Tomáš, 13.Sop Martin e 17.Slaný Ondřej.Técnico: 
| 20 de abril de 2015. | Chéquia                            | 2 - 1 | Venezuela       | Victoria sport hall - Brest |
| 17:00 h.             | Fichtner 3' (1ºT) · Rott 24' (2ºT) |       | Moreno 6' (1ºT) |                             |

Republica Checa: 1.Hekera Aleš, 3.Havrda Ondřej, 5.Havel Josef, 6.Rott Miroslav, 7.Šnídl Petr, 8.Ovčačík Jan, 9.Fichtner Tomáš , 10.Cieslar Josef, 11.Srkal Marek, 12.Abrhám Tomáš, 13.Sop Martin  e 17.Slaný Ondřej.Técnico:
Venezuela: 1. Gelviz Jhoan, 2. Villegas Deivis, 3. Colina Marco, 4. Garcia Roberto, 5. Mena Robert , 6. Mendez Carlos, 7. Moreno Humberto , 8. Peña Jose, 9. Ramos Roberto, 10. Sanchez Paolo, 11. Suarez Enderson  e 12. Teran Greydelvid. Técnico:
| 20 de abril de 2015. | Colômbia | 10 - 2 | Curaçau                               | Victoria sport hall - Brest |
| 19:00 h.             | Gomez 12' (1ºT) · Abril 17' (1ºT) · Abril 23' (2ºT) · Gomez 26' (2ºT) · Pinilla 27' (2ºT) · Pinilla 28' (2ºT) · Alejandro 30' (2ºT) · Echavarria 31' (2ºT) · Martinez 38' (2ºT) · Castillo 39' (2ºT) |        | Isenia 10' (1ºT) · Paulleta 24' (2ºT) |                             |

Colômbia: 8. Abril Diego, 7. Alejandro Dimas, 5. Castillo Diego, 3. Celis Jhon, 11. Cuervo Jorge, 15. Echavarria Felipe, 12. Garcia Oscar, 10. Gomez Camilo, 13. Martinez Cristifer , 6. Murillo Andres, 9. Pinilla Jhon  e 1. Vasco Segifredo. Técnico:
Curaçao: 1.Bekman Yanick, 2.Bernardus Ashar, 3.Costina Gino, 4.Djaoen Harley, 5.Espacia Everon, 6.Hoyer Luigino, 7.Isenia Stallone, 9.Koeiman Rayson, 8.Koeiman Dannick, 10.Kort Kevi, 11.Matheus Samuel e 12.Paulleta Jean  . Técnico:

### Grupo D

#### Pinsk
| Clubes      | Pts | J | V | E | D | GP | GS | SG  |
| ----------- | --- | - | - | - | - | -- | -- | --- |
| Argentina   | 7   | 3 | 2 | 1 | 0 | 13 | 1  | 12  |
| Rússia      | 7   | 3 | 2 | 1 | 0 | 11 | 5  | 6   |
| Eslováquia  | 3   | 3 | 1 | 0 | 2 | 8  | 15 | -7  |
| Quirguistão | 0   | 3 | 0 | 0 | 3 | 2  | 13 | -11 |

| 18 de abril de 2015. | Argentina | 10 - 0 | Eslováquia | Polessie University - Pinsk |
| 16:00 h.             | Tapia 1' (1ºT) · Tapia 3' (1ºT) · Contreras 7' (1ºT) · Pires 7' (1ºT) · Cardone 12' (1ºT) · Grasso 17' (1ºT) · Vázquez 19' (1ºT) · Tapia 21' (2ºT) · Mescolatti 24' (2ºT) · Grasso 40' (2ºT) |        |            |                             |

Argentina: 12.Albertini Mauro, 3.Grasso Renzo, 6.Banegas Cristian Facundo, 7.Cardone Mariano, 2.Contreras Facundo, 11.Koltes Diego, 10.Mescolatti Marcelo, 9.Pires Gonzalo , 1.Pérez Bravo Federico Damián, 5.Rima Matías Daniel Andrés, 8.Tapia Miguel e 4.Vázquez Diego Hernán . Técnico: 
Eslováquia: 1.Bahna Anton, 2.Baranovič Jakub, 3.Holák Martin, 4.Hubočan Miloš, 5.Hudek Marián, 6.Kováč Michal , 7.Mičuda Tomáš, 8.Németh Michal , 9.Papajčík Vladimír, 10.Pápež Jozef, 11.Ťažký Libor  e 12.Volek Ondrej. Técnico:
| 18 de abril de 2015. | Rússia | 6 - 1 | Quirguistão      | Polessie University - Pinsk |
| 18:00 h.             | Markov 5' (1ºT) · Zapletin 22' (2ºT) · Senatorov 25' (2ºT) · Vardanjan 26' (2ºT) · Zapletin 36' (2ºT) · Rahmanov 40' (2ºT) |       | Kultaev 9' (1ºT) |                             |

Rússia: 16.Vozdvizhenskij Anton, 1.Ponasenko Petr, 2.Andrianov Anatolij, 3.Chibirev Andrej, 7.Georgievskij Andrej, 8.Grigor'ev Aleksandr, 6.Harin Sergej, 4.Markov Konstantin , 11.Rahmanov Afgan, 9.Senatorov Roman, 10.Vardanjan Boris  e 5.Zapletin Mihail. Técnico: 
Quirguistão: 12.Abdraimov Daniar, 7.Abdrasul uulu Manas, 13.Duvanaev Marat, 1.Ermolov Kiril, 4.Kanetov Emil, 8.Kondratkov Vadim , 11.Kultaev Adilet, 9.Mendibaev Azamat, 5.Ryskulov Ulan, 3.Sadovskii Sergei, 6.Sandeev Mihail e 16.Shamonin Nikolai.Técnico:
| 19 de abril de 2015. | Eslováquia                                                                                   | 5 - 1 | Quirguistão        | Polessie University - Pinsk |
| 16:00 h.             | Bahna 3' (1ºT) · Hubočan 15' (1ºT) · Németh 21' (2ºT) · Papajčík 27' (2ºT) · Ťažký 35' (2ºT) |       | Abdraimov 1' (1ºT) |                             |

Eslováquia: 1.Bahna Anton, 2.Baranovič Jakub, 3.Holák Martin, 4.Hubočan Miloš , 5.Hudek Marián, 6.Kováč Michal , 7.Mičuda Tomáš, 8.Németh Michal, 9.Papajčík Vladimír , 10.Pápež Jozef, 11.Ťažký Libor e 12.Volek Ondrej. Técnico:
Quirguistão: 12.Abdraimov Daniar, 7.Abdrasul uulu Manas, 13.Duvanaev Marat , 1.Ermolov Kiril, 4.Kanetov Emil, 8.Kondratkov Vadim , 11.Kultaev Adilet, 9.Mendibaev Azamat, 5.Ryskulov Ulan, 3.Sadovskii Sergei, 6.Sandeev Mihail e 16.Shamonin Nikolai.Técnico:
| 19 de abril de 2015. | Argentina        | 1 - 1 | Rússia             | Polessie University - Pinsk |
| 18:00 h.             | Koltes 36' (2ºT) |       | Rahmanov 37' (2ºT) |                             |

Argentina: 12.Albertini Mauro, 3.Grasso Renzo, 6.Banegas Cristian Facundo, 7.Cardone Mariano, 2.Contreras Facundo, 11.Koltes Diego, 10.Mescolatti Marcelo, 9.Pires Gonzalo, 1.Pérez Bravo Federico Damián, 5.Rima Matías Daniel Andrés, 8.Tapia Miguel e 4.Vázquez Diego Hernán. 'Técnico: 
Rússia: 16.Vozdvizhenskij Anton, 1.Ponasenko Petr, 2.Andrianov Anatolij, 3.Chibirev Andrej, 7.Georgievskij Andrej, 8.Grigor'ev Aleksandr, 6.Harin Sergej, 4.Markov Konstantin, 11.Rahmanov Afgan, 9.Senatorov Roman, 10.Vardanjan Boris e 5.Zapletin Mihail. Técnico: 
| 20 de abril de 2015. | Rússia                                                                     | 4 - 3 | Eslováquia                                                  | Polessie University - Pinsk |
| 17:00 h.             | Harin 3' (1ºT) · Chibirev 21' (2ºT) · Harin 23' (2ºT) · Rahmanov 29' (2ºT) |       | Pápež 25' (2ºT) · Baranovič 35' (2ºT) · Baranovič 37' (2ºT) |                             |

Rússia: 16.Vozdvizhenskij Anton, 1.Ponasenko Petr, 2.Andrianov Anatolij, 3.Chibirev Andrej, 7.Georgievskij Andrej, 8.Grigor'ev Aleksandr, 6.Harin Sergej, 4.Markov Konstantin, 11.Rahmanov Afgan, 9.Senatorov Roman, 10.Vardanjan Boris e 5.Zapletin Mihail. Técnico: 
Eslováquia: 1.Bahna Anton, 2.Baranovič Jakub, 3.Holák Martin, 4.Hubočan Miloš, 5.Hudek Marián, 6.Kováč Michal , 7.Mičuda Tomáš, 8.Németh Michal, 9.Papajčík Vladimír, 10.Pápež Jozef, 11.Ťažký Libor e 12.Volek Ondrej. Técnico:
| 20 de abril de 2015. | Argentina                                | 2 - 0 | Quirguistão | Polessie University - Pinsk |
| 19:00 h.             | Cardone 16' (1ºT) · Mescolatti 39' (2ºT) |       |             |                             |

Argentina: 12.Albertini Mauro, 3.Grasso Renzo, 6.Banegas Cristian Facundo, 7.Cardone Mariano, 2.Contreras Facundo, 11.Koltes Diego, 10.Mescolatti Marcelo, 9.Pires Gonzalo, 1.Pérez Bravo Federico Damián, 5.Rima Matías Daniel Andrés, 8.Tapia Miguel e 4.Vázquez Diego Hernán. 'Técnico: 
Quirguistão: 12.Abdraimov Daniar, 7.Abdrasul uulu Manas, 13.Duvanaev Marat, 1.Ermolov Kiril, 4.Kanetov Emil, 8.Kondratkov Vadim, 11.Kultaev Adilet, 9.Mendibaev Azamat, 5.Ryskulov Ulan, 3.Sadovskii Sergei, 6.Sandeev Mihail e 16.Shamonin Nikolai.Técnico:

## Fase final
|  | Quartas de final                    | Quartas de final    |                                 |           | Semifinais     | Semifinais     |  |  | Final               | Final |
|  |                                     |                     |                                 |           |                |                |  |  |                     |       |
|  | 22 de abril Palace of sport - Minsk |                     |                                 |           |                |                |  |  |                     |       |
|  |                                     |                     |                                 |           |                |                |  |  |                     |       |
|  | Uruguai                             | 4                   |                                 |           |                |                |  |  |                     |       |
|  | Uruguai                             | 4                   | 24 de abril Minsk-Arena - Minsk |           |                |                |  |  |                     |       |
|  | Bélgica                             | 5                   |                                 |           |                |                |  |  |                     |       |
|  | Bélgica                             | 5                   | Bélgica                         | 0         |                |                |  |  |                     |       |
|  | Victoria sport hall - Brest         |                     | Bélgica                         | 0         |                |                |  |  |                     |       |
|  |                                     | Colômbia            | 6                               |           |                |                |  |  |                     |       |
|  | Colômbia                            | Colômbia            | 6                               | 5         |                |                |  |  |                     |       |
|  | Colômbia                            |                     | 25 de abril Minsk-Arena - Minsk | 5         |                |                |  |  |                     |       |
|  | Rússia                              | 3                   |                                 |           |                |                |  |  |                     |       |
|  | Rússia                              | 3                   | Colômbia                        | 4         |                |                |  |  |                     |       |
|  | Palace of sport - Minsk             |                     | Colômbia                        | 4         |                |                |  |  |                     |       |
|  |                                     | Paraguai            | 0                               |           |                |                |  |  |                     |       |
|  | Paraguai                            | Paraguai            | 0                               | 4         |                |                |  |  |                     |       |
|  | Paraguai                            | Minsk-Arena - Minsk |                                 | 4         |                |                |  |  |                     |       |
|  | Bielorrússia                        | 0                   |                                 |           |                |                |  |  |                     |       |
|  | Bielorrússia                        | 0                   | Paraguai                        | 2         | Terceiro Lugar | Terceiro Lugar |  |  |                     |       |
|  | Victoria sport hall - Brest         |                     | Paraguai                        | 2         | Terceiro Lugar | Terceiro Lugar |  |  |                     |       |
|  |                                     | Argentina           | 1                               |           |                |                |  |  |                     |       |
|  | Argentina                           | Argentina           | 1                               | 3         | Bélgica        | 1              |  |  |                     |       |
|  | Argentina                           |                     |                                 | 3         | Bélgica        | 1              |  |  |                     |       |
|  | Chéquia                             | 2                   |                                 | Argentina | 7              |                |  |  |                     |       |
|  | Chéquia                             | 2                   |                                 |           | 7              |                |  |  |                     |       |
|  |                                     |                     |                                 |           |                |                |  |  | Minsk-Arena - Minsk |       |
|  |                                     |                     |                                 |           |                |                |  |  |                     |       |

## Quartas
| 22 de abril de 2015. | Uruguai                                                                             | 4 - 5 | Bélgica                                                                                            | Palace of sport - Minsk |
| 18:30 h.             | Sebastian 1' (1ºT) · Sebastian 22' (2ºT) · Fabricio 26' (2ºT) · Sebastian 40' (2ºT) |       | Dillien 2' (1ºT) · Lemaire 17' (1ºT) · Lemaire 20' (1ºT) · El Merboh 28' (2ºT) · Dillien 39' (2ºT) |                         |

Uruguai: 12.Adrian Diego, 11.Emanuel Rodrigo, 2.Esteban , 4.Fabian Mauricio , 10.Fabian Elio , 1.Fabricio Augusto, 6.Gonzalo , 8.Leonardo, 7.Mario Carlos, 9.Misael Pedro, 5.Sebastian Angel e 3.Sebastian Marcio . Técnico: 
Bélgica: 3.Channouf Hicham , 8.Dahbi Samir , 14.De Brandt Angelo, 7.Dillien Steven Valentin G.,2.El Marnissi Mohamed, 11.El Merboh Bilal, 9.Lemaire Antoine Ghislain, 1.Maes Birger, 20.Sergeant Kenny, 6.Tigra Soufiane, 5.Vanderveck Domien  e 17.Vandervost Bertrand.Técnico: 
| 22 de abril de 2015. | Colômbia                                                                                  | 5 - 3 | Rússia                                                         | Victoria sport hall - Brest |
| 19:00 h.             | Cuervo 3' (1ºT) · Gomez 14' (1ºT) · Gomez 18' (1ºT) · Pinilla 23' (2ºT) · Abril 26' (2ºT) |       | Rahmanov 11' (1ºT) · Senatorov 18' (1ºT) · Senatorov 35' (2ºT) |                             |

Colômbia: 8. Abril Diego, 7. Alejandro Dimas, 5. Castillo Diego, 3. Celis Jhon, 11. Cuervo Jorge, 15. Echavarria Felipe, 12. Garcia Oscar, 10. Gomez Camilo, 13. Martinez Cristifer , 6. Murillo Andres, 9. Pinilla Jhon  e 1. Vasco Segifredo. Técnico:
Rússia: 16.Vozdvizhenskij Anton, 1.Ponasenko Petr, 2.Andrianov Anatolij, 3.Chibirev Andrej, 7.Georgievskij Andrej, 8.Grigor'ev Aleksandr, 6.Harin Sergej, 4.Markov Konstantin, 11.Rahmanov Afgan, 9.Senatorov Roman, 10.Vardanjan Boris e 5.Zapletin Mihail. Técnico: 
| 22 de abril de 2015. | Paraguai                                                                     | 4 - 0 | Bielorrússia | Palace of sport - Minsk |
| 20:15 h.             | Herrera 6' (1ºT) · Herrera 19' (1ºT) · Salinas 23' (2ºT) · Herrera 37' (2ºT) |       |              |                         |

Paraguai: 14.Boez Arnaldo, 6.Cacereg Oscar, 2.Espenoza Jorge, 1.Garcete Cristian, 10.Gimenez Pene, 9.Herrera Dario, 15.Martinett Richard, 5.Nunez Cesar, 12.Peglodo Derliz, 11.Saffe Nicolas, 7.Salinas Ever e 3.Santacruz Edgar. Técnico: 
Bielorrússia: 10.Borisiuk Dmitri, 9.Golovach Aleksandr , 12.Kóval Aleksandr, 1.Kudi Dmitri, 19.Nalivaiko Alekséi, 8.Seliuk Vladislav, 3.Shchérbich Ígor, 7.Tesliuk Dmitri, 2.Tiurin Konstantín, 16.Volosiuk Román, 17.Yakubov Artiom e 11.Zhárikov Vasili. Técnico: 
| 22 de abril de 2015. | Argentina                                                | 3 - 2 | Chéquia                       | Victoria sport hall - Brest |
| 21:00 h.             | Mescolatti 10' (1ºT) · Tapia 12' (1ºT) · Tapia 46' (2ºT) |       | Sop 2' (1ºT) · Rott 14' (1ºT) |                             |

Argentina: 12.Albertini Mauro, 3.Grasso Renzo, 6.Banegas Cristian Facundo, 7.Cardone Mariano, 2.Contreras Facundo, 11.Koltes Diego, 10.Mescolatti Marcelo, 9.Pires Gonzalo, 1.Pérez Bravo Federico Damián, 5.Rima Matías Daniel Andrés, 8.Tapia Miguel e 4.Vázquez Diego Hernán. Técnico: 
Republica Checa: 1.Hekera Aleš, 3.Havrda Ondřej, 5.Havel Josef, 6.Rott Miroslav, 7.Šnídl Petr, 8.Ovčačík Jan, 9.Fichtner Tomáš, 10.Cieslar Josef, 11.Srkal Marek, 12.Abrhám Tomáš, 13.Sop Martin e 17.Slaný Ondřej.Técnico: 

## Semifinais
| 24 de abril de 2015. | Bélgica | 0 - 6 | Colômbia | Minsk-Arena - Minsk |
| 19:00 h.             |         |       | Gomez 3' (1ºT) · Pinilla 9' (1ºT) · Cuervo 10' (1ºT) · Cuervo 15' (2ºT) · Gomez 25' (2ºT) · Abril 29' (2ºT) |                     |

Bélgica: 3.Channouf Hicham, 8.Dahbi Samir, 14.De Brandt Angelo, 7.Dillien Steven ,2.El Marnissi Mohamed, 11.El Merboh Bilal, 9.Lemaire Antoine Ghislain, 1.Maes Birger, 20.Sergeant Kenny, 6.Tigra Soufiane, 5.Vanderveck Domien e 17.Vandervost Bertrand.Técnico: 
Colômbia: 8. Abril Diego, 7. Alejandro Dimas, 5. Castillo Diego, 3. Celis Jhon, 11. Cuervo Jorge, 15. Echavarria Felipe, 12. Garcia Oscar, 10. Gomez Camilo, 13. Martinez Cristifer, 6. Murillo Andres, 9. Pinilla Jhon  e 1. Vasco Segifredo. Técnico:
| 24 de abril de 2015. | Paraguai                             | 2 - 1 | Argentina           | Minsk-Arena - Minsk                                             |
| 21:00 h.             | Herrera 9' (1ºT) · Herrera 17' (1ºT) |       | Mescolatti 3' (1ºT) | Árbitro: Brasil Florêncio Conceição (CNFS) Bielorrússia Dimitri |

Paraguai: 14.Boez Arnaldo, 6.Cacereg Oscar, 2.Espenoza Jorge, 1.Garcete Cristian, 10.Gimenez Pene, 9.Herrera Dario , 15.Martinett Richard, 5.Nunez Cesar, 12.Peglodo Derliz, 11.Saffe Nicolas, 7.Salinas Ever e 3.Santacruz Edgar . Técnico: 
Argentina: 12.Albertini Mauro, 3.Grasso Renzo, 6.Banegas Cristian Facundo , 7.Cardone Mariano, 2.Contreras Facundo, 11.Koltes Diego, 10.Mescolatti Marcelo, 9.Pires Gonzalo, 1.Pérez Bravo Federico Damián, 5.Rima Matías Daniel Andrés, 8.Tapia Miguel e 4.Vázquez Diego Hernán. Técnico: 

## Finais

### Medalha de bronze
| 25 de abril de 2015. | Bélgica             | 1 - 7 | Argentina | Minsk-Arena - Minsk |
| 19:00 h.             | De Brandt 26' (2ºT) |       | Contreras 14' (1ºT) · Mescolatti 15' (1ºT) · Contreras 16' (1ºT) · Mescolatti 18' (1ºT) · Tapia 26' (2ºT) · Mescolatti 27' (2ºT) · Grasso 38' (2ºT) |                     |

Bélgica: 3.Channouf Hicham  , 8.Dahbi Samir, 14.De Brandt Angelo, 7.Dillien Steven,2.El Marnissi Mohamed, 11.El Merboh Bilal , 9.Lemaire Antoine Ghislain, 1.Maes Birger, 20.Sergeant Kenny, 6.Tigra Soufiane, 5.Vanderveck Domien e 17.Vandervost Bertrand.Técnico: 
Argentina: 12.Albertini Mauro, 3.Grasso Renzo, 6.Banegas Cristian Facundo , 7.Cardone Mariano, 2.Contreras Facundo, 11.Koltes Diego, 10.Mescolatti Marcelo, 9.Pires Gonzalo, 1.Pérez Bravo Federico Damián, 5.Rima Matías Daniel Andrés , 8.Tapia Miguel e 4.Vázquez Diego Hernán. Técnico: 

### Medalha de ouro
| 25 de abril de 2015. | Colômbia                                                                  | 4 - 0 | Paraguai | Minsk-Arena - Minsk |
| 20:30 h.             | Gomez 5' (1ºT) · Cuervo 17' (1ºT) · Abril 20' (1ºT) · Alejandro 35' (2ºT) |       |          |                     |

Colômbia: 8. Abril Diego, 7. Alejandro Dimas, 5. Castillo Diego, 3. Celis Jhon, 11. Cuervo Jorge, 15. Echavarria Felipe, 12. Garcia Oscar, 10. Gomez Camilo  , 13. Martinez Cristifer, 6. Murillo Andres, 9. Pinilla Jhon  e 1. Vasco Segifredo. Técnico:
Paraguai: 14.Boez Arnaldo, 6.Cacereg Oscar, 2.Espenoza Jorge, 1.Garcete Cristian, 10.Gimenez Pene, 9.Herrera Dario, 15.Martinett Richard, 5.Nunez Cesar, 12.Delgado Derliz , 11.Saffe Nicolas, 7.Salinas Ever e 3.Santacruz Edgar. Técnico: 
| Campeonato Mundial de Futebol de Salão de 2015 |
| ---------------------------------------------- |
| Colômbia 3º título                             |